# Орловское сельское поселение (Тюменская область)
Орловское се́льское поселе́ние — муниципальное образование в Армизонском районе Тюменской области Российской Федерации.
Административный центр — село Орлово.

## История
Статус и границы сельского поселения установлены Законом Тюменской области от 5 ноября 2004 года № 263 «Об установлении границ муниципальных образований Тюменской области и наделении их статусом муниципального района, городского округа и сельского поселения».

## Население
| 2010 | 2011 | 2012 | 2013 | 2014 | 2015 | 2016 |
| ---- | ---- | ---- | ---- | ---- | ---- | ---- |
| 664  | ↘662 | ↘650 | ↗651 | ↘623 | ↘621 | ↗632 |
| 2017 | 2018 | 2019 | 2020 | 2021 | 2023 |      |
| ↘625 | ↘620 | ↘600 | ↘586 | ↗674 | ↘660 |      |

## Состав сельского поселения
| № | Населённый пункт | Тип населённого пункта       | Население |
| - | ---------------- | ---------------------------- | --------- |
| 1 | Бурлаки          | деревня                      | ↘121      |
| 2 | Данькова         | деревня                      | ↘5        |
| 3 | Орлово           | село, административный центр | ↘524      |
| 4 | Шабалина         | деревня                      | ↘14       |